# Inspiral
Inspiral (2019-) est une jument de course pur sang anglais qui participe aux courses hippiques de plat. Appartenant à Cheveley Park Stud, elle est entraînée par John Gosden et montée par Lanfranco Dettori. 

## Carrière de courses
Défendant les couleurs de son éleveur, le grand haras anglais Cheveley Park Stud, Inspiral fait forte impression lors de ses débuts à 2 ans, en juin, montée par Rob Havlin. Un mois plus tard, sous la selle de celui qui sera désormais son partenaire attitré, Lanfranco Dettori, elle confirme brillamment qu'elle sort de l'ordinaire en s'adjugeant une Listed à Sandown devant une autre fille de Frankel, Wild Beauty, future lauréate de groupe 1. Inspiral doit désormais grimper à l'étage supérieur des courses de groupe. En septembre, sa victoire dans les May Hill Stakes devant Prosperous Voyage, appelée à devenir sa rivale, l'installe parmi les prétendantes au titre de meilleure pouliche britannique. Mais son triomphe dans le Fillies' Mile, une nouvelle fois devant Prosperous Voyage, la situe plus haut encore : elle est élue meilleure 2 ans de l'année en Europe.  
Favorite hivernale des 1000 Guinées, Inspiral manque cependant le printemps classique, et fait sa rentrée lors du meeting d'Ascot en juin, dans les Coronation Stakes. Une rentrée victorieuse, et plus encore : la pouliche écrase certaines des meilleures 3 ans européennes, dont la lauréate des 1000 Guinées, Cachet, sa dauphine Prosperous Voyage, et la Française Mangoustine, qui avait battu Cachet dans la Poule d'Essai des Pouliches. Toutes sont reléguées à 6 longueurs et plus. Autant dire que lorsqu'Inspiral perd son invincibilité dans les Falmouth Stakes, devancée par Prosperous Voyage, la surprise est immense. Mais Inspiral en appelle vite de cette défaite en dominant les mâles et les chevaux d'âge dans le Prix Jacques Le Marois, parmi lesquels Coroebus, vainqueur des 2000 Guinées et des St. James's Palace Stakes. Toutefois, sa saison s'achève par une déconvenue dans les Queen Elizabeth II Stakes. Ce qui ne l'empêche pas de glaner un second Cartier Racing Award, étant élue meilleure 3 ans d'Europe. 
Restée à l'entraînement à 4 ans, Inspiral effectue sa rentrée dans les Queen Anne Stakes à Ascot. Une rentrée probante, même si elle doit s'incliner face à l'outsider Triple Time, tandis que l'excellent Modern Games est battu. Elle s'aligne ensuite dans les Sussex Stakes, où l'on attend un duel avec le champion des 3 ans Paddington, qui reste sur trois victoires de groupe 1. Mais de match il n'y a point : rebutée par un terrain trop lourd pour ses aptitudes, Inspiral ne peut accélérer et Dettori, sur son dos, n'insiste pas, pose les mains, déjà projeté sur le prochain objectif de sa partenaire : un doublé dans le Prix Jacques Le Marois, synonyme pour le fameux jockey d'ultime monte sur l'hippodrome de Deauville. Dans le grand rendez-vous normand, Inspiral fait figure de favorite face à un lot solide, et l'emporte avec brio, réussissant le quatrième doublé dans l'histoire de cette course, après Miesque (1987, 1988), Spinning World (1996, 1997) et Palace Pier (2020, 2021). À l'automne, la championne affronte dans les Sun Chariot Stakes l'autre héroïne du meeting de Deauville, la Française Mqse de Sévigné, qui a réussi l'exploit peu commun d'enchaîner deux victoires de groupe 1 sur la côte normande, le Prix Rothschild et le Prix Jean Romanet. Mais il y n'a a pas de match, tant Inspiral survole la course, laissant sa rivale régler le sprint du peloton. Inspiral conclut sa saison aux États-Unis dans la Breeders' Cup, non pas danse la Breeders' Cup Mile, mais sur les 2 000 mètres de la Breeders' Cup Filly & Mare Turf. Pour son premier essai sur une distance supérieure au mile, la jument subit un parcours peu limpide et semble un moment battu. Mais lorsque Dettori réussit à la déboîter, elle se met à plat ventre et, au prix d'un superbe effort, vient ajuster l'Irlandaise Warm Heart, ajoutant ainsi un sixième groupe 1 à son fabuleux palmarès, et un titre de jument de l'année sur le gazon aux États-Unis. 
À l'horizon de son année de cinq ans, Inspiral se voit attribuer un nouveau jockey, Lanfranco Dettori ayant décidé de terminer sa carrière aux États-Unis. C'est donc sous la selle de Kieran Shoemark que la championne fait sa rentrée dans les Lockinge Stakes, sur le mile. Le match promet face au Français Big Rock. Mais l'affrontement tourne court. Audience, un bon cinq ans chargé de faire le train pour elle, prend la poudre d'escampette, et Inspiral ne peut le suivre : elle termine quatrième, très loin. Mais le mal est plus profond qu'une simple course de rentrée manquée. Sur les 2 000 mètres des Prince of Wales's Stakes, où elle défie le champion Auguste Rodin, elle est transparente. Est-elle sur le déclin ? Sans doute, mais pas totalement. Dans le Prix Jacques Le Marois, où elle est associée pour la première fois à Ryan Moore, elle tente un triplé inédit face à Charyn, qui s'affirme comme le meilleur miler d'âge en Europe. La jument manque son départ mais fournit une bonne prestation, terminant troisième derrière un Charyn de toute façon trop fort. Inspiral achève sa carrière dans les Sun Chariot Stakes, où elle doit s'incliner face à la 3 ans Tamfana, et se retire au haras avec six groupe 1 dans la musette.    

### Résumé de carrière
| Date        | Hippodrome  | Pays        | Course                          | Statut      | Distance    | Jockey      | Place       | Écart       | Vainqueur ou deuxième |
| 2021, 2 ans | 2021, 2 ans | 2021, 2 ans | 2021, 2 ans                     | 2021, 2 ans | 2021, 2 ans | 2021, 2 ans | 2021, 2 ans | 2021, 2 ans | 2021, 2 ans           |
| ----------- | ----------- | ----------- | ------------------------------- | ----------- | ----------- | ----------- | ----------- | ----------- | --------------------- |
| 26 juin     | Newmarket   | Royaume-Uni | Maiden                          |             | 1 400 m     | R. Havlin   | 1er / 8     | 1 ½         | Ardbraccan            |
| 22 juillet  | Sandown     | Royaume-Uni | Star Stakes                     | Listed      | 1 400 m     | L. Dettori  | 1er / 9     | 3 ½         | Wild Beauty           |
| 9 septembre | Doncaster   | Royaume-Uni | May Hill Stakes                 | Gr. 2       | 1 600 m     | L. Dettori  | 1er / 6     | 3 ¾         | Prosperous Voyage     |
| 8 octobre   | Newmarket   | Royaume-Uni | Fillies' Mile                   | Gr. 1       | 1 600 m     | L. Dettori  | 1er / 9     | 2 ½         | Prosperous Voyage     |
| 2022, 3 ans |             |             |                                 |             |             |             |             |             |                       |
| 17 juin     | Ascot       | Royaume-Uni | Coronation Stakes               | Gr. 1       | 1 600 m     | L. Dettori  | 1er / 12    | 4 ¾         | Spendarella           |
| 8 juillet   | Newmarket   | Royaume-Uni | Falmouth Stakes                 | Gr. 1       | 1 600 m     | L. Dettori  | 2e / 5      | 1 ¾         | Prosperous Voyage     |
| 14 août     | Deauville   | France      | Prix Jacques Le Marois          | Gr. 1       | 1 600 m     | L. Dettori  | 1er / 9     | encolure    | Light Infantry        |
| 15 octobre  | Ascot       | Royaume-Uni | Queen Elizabeth II Stakes       | Gr. 1       | 1 600 m     | L. Dettori  | 6e / 9      | 5           | Bayside Boy           |
| 2023, 4 ans |             |             |                                 |             |             |             |             |             |                       |
| 20 juin     | Ascot       | Royaume-Uni | Queen Anne Stakes               | Gr. 1       | 1 600 m     | L. Dettori  | 2e / 12     | encolure    | Triple Time           |
| 2 août      | Goodwood    | Royaume-Uni | Sussex Stakes                   | Gr. 1       | 1 600 m     | L. Dettori  | 5e / 5      | 8 ½         | Paddington            |
| 13 août     | Deauville   | France      | Prix Jacques Le Marois          | Gr. 1       | 1 600 m     | L. Dettori  | 1er / 9     | 1 ¼         | Big Rock              |
| 7 octobre   | Newmarket   | Royaume-Uni | Sun Chariot Stakes              | Gr. 1       | 1 600 m     | L. Dettori  | 1er / 8     | 3 ¾         | Mqse de Sévigné       |
| 4 novembre  | Santa Anita | États-Unis  | Breeders' Cup Filly & Mare Turf | Gr. 1       | 2 000 m     | L. Dettori  | 1er / 12    | encolure    | Warm Heart            |
| 2024, 5 ans |             |             |                                 |             |             |             |             |             |                       |
| 18 mai      | Newbury     | Royaume-Uni | Lockinge Stakes                 | Gr. 1       | 1 600 m     | K. Shoemark | 4e / 10     | 13          | Audience              |
| 19 juin     | Ascot       | Royaume-Uni | Prince of Wales's Stakes        | Gr. 1       | 2 000 m     | K. Shoemark | 6e / 10     | 6 ¾         | Auguste Rodin         |
| 11 août     | Deauville   | France      | Prix Jacques Le Marois          | Gr. 1       | 1 600 m     | R. Moore    | 3e / 7      | 3 ¼         | Charyn                |
| 6 octobre   | Newmarket   | Royaume-Uni | Sun Chariot Stakes              | Gr. 1       | 1 600 m     | R. Havlin   | 2e / 6      | 2           | Tamfana               |

## Origines
Inspiral est une fille du phénomène Frankel, l'un des meilleurs chevaux de l'histoire des courses, et le successeur au haras de son père Galileo.   
Starscope, la mère, manqua de peu la consécration classique, prenant les premiers accessits des 1000 Guinées et des Coronation Stakes. Cette élève de Cheveley Park Stud a pour mère Moon Goddess, une sœur utérine du très bon Medicean, vainqueur des Lockinge Stakes et des Eclipse Stakes. Plus loin dans le pedigree, on trouve Chambord, cinquième mère d'Inspiral et génitrice de Caro, vainqueur de la Poule d'Essai des Poulains, du Prix d'Ispahan et du Prix Ganay, dauphin de Mill Reef dans les Eclipse Stakes , devenu ensuite un étalon influent (Winning Colors, Madelia, Crystal Palace, Cozzene, Turgeon...). 

### Pedigree
| Origines de Inspiral (GB), jument baie né en 2019 | Origines de Inspiral (GB), jument baie né en 2019 | Origines de Inspiral (GB), jument baie né en 2019 | Origines de Inspiral (GB), jument baie né en 2019 |
| ------------------------------------------------- | ------------------------------------------------- | ------------------------------------------------- | ------------------------------------------------- |
| Père Frankel 2008                                 | Galileo 1998                                      | Sadler's Wells                                    | Northern Dancer                                   |
| Père Frankel 2008                                 | Galileo 1998                                      | Sadler's Wells                                    | Fairy Bridge                                      |
| Père Frankel 2008                                 | Galileo 1998                                      | Urban Sea                                         | Miswaki                                           |
| Père Frankel 2008                                 | Galileo 1998                                      | Urban Sea                                         | Allegretta                                        |
| Père Frankel 2008                                 | Kind 2001                                         | Danehill                                          | Danzig                                            |
| Père Frankel 2008                                 | Kind 2001                                         | Danehill                                          | Razyana                                           |
| Père Frankel 2008                                 | Kind 2001                                         | Rainbow Lake                                      | Rainbow Quest                                     |
| Père Frankel 2008                                 | Kind 2001                                         | Rainbow Lake                                      | Rockfest                                          |
| Mère Starscope 2009                               | Selkirk 1988                                      | Sharpen Up                                        | Atan                                              |
| Mère Starscope 2009                               | Selkirk 1988                                      | Sharpen Up                                        | Roccheta                                          |
| Mère Starscope 2009                               | Selkirk 1988                                      | Annie Edge                                        | Nebbiolo                                          |
| Mère Starscope 2009                               | Selkirk 1988                                      | Annie Edge                                        | Friendly Court                                    |
| Mère Starscope 2009                               | Moon Goddess 1998                                 | Rainbow Quest                                     | Blushing Groom                                    |
| Mère Starscope 2009                               | Moon Goddess 1998                                 | Rainbow Quest                                     | I Will Follow                                     |
| Mère Starscope 2009                               | Moon Goddess 1998                                 | Mystic Goddess                                    | Storm Bird                                        |
| Mère Starscope 2009                               | Moon Goddess 1998                                 | Mystic Goddess                                    | Rose Goddess (famille 3-o)                        |